# Bombylisoma ghorpadei
Bombylisoma ghorpadei är en tvåvingeart som beskrevs av Kapoor och Grewal 1978. Bombylisoma ghorpadei ingår i släktet Bombylisoma och familjen svävflugor. Inga underarter finns listade i Catalogue of Life.